# Plătărești
Plătăreşti è un comune della Romania di 3 666 abitanti, ubicato del distretto di Călărași, nella regione storica della Muntenia.
Il comune è formato dall'unione di 4 villaggi: Cucuieți, Dorobanțu, Plătărești, Podu Pitarului.